# Joaquim Vivas i Llorens
Joaquim Vivas i Llorens   (Calella, 18 de juliol de 1933 - 29 de maig de 2019) va ser un polític català, alcalde de Manlleu entre 1999 i 2003. Va estar estretament vinculat amb entitats del tercer sector com la Creu Roja d'Osona, Càritas o el Rebost solidari de Vic. També va ser gerent de l'Hospital Sant Jaume del municipi. El 2014 va rebre de la mà de l'Ajuntament el títol de fill adoptiu de la vila de Manlleu en reconeixement de «les accions pel bé del municipi que ha dut a terme al llarg de la seva vida».